# Lacinius dentiger
Espèce
Synonymes
- Acantholophus dentiger C. L. Koch, 1847
- Opilio remyi Doleschall, 1852
- Acantholophus annulipes L. Koch, 1867
- Lacinius labacensis Hadži, 1931
- Bidentolophus bavaricus Roewer, 1957
- Lacinius chelodentatus Hadži, 1973

Lacinius dentiger est une espèce d'opilions eupnois de la famille des Phalangiidae.

## Distribution
Cette espèce se rencontre en Europe.

## Description

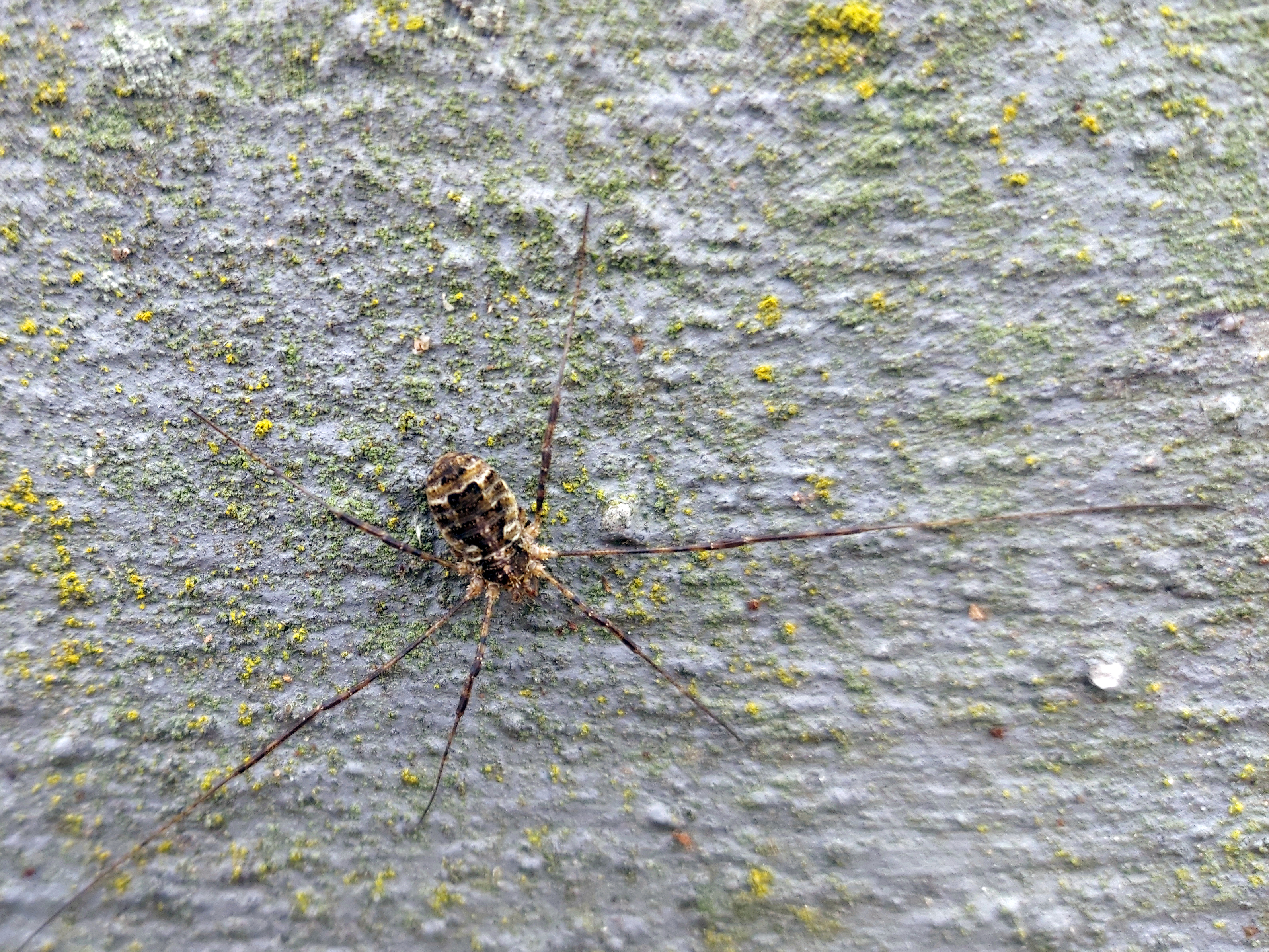
Lacinius dentiger

Les mâles mesurent de 4,5 à 6,6 mm et les femelles de 7,2 à 9,2 mm.

## Systématique et taxinomie
Cette espèce a été décrite sous le protonyme Acantholophus dentiger par C. L. Koch en 1847.  Le nom Acantholophus C. L. Koch, 1839 étant préoccupé par Acantholophus Dejean, 1834, il est remplacé par Lacinius par Banks en 1893.
Acantholophus annulipes a été placée en synonymie par Kulczyński en 1904.
Lacinius labacensis a été placée en synonymie par Šilhavý en 1956.
Opilio remyi et Bidentolophus bavaricus ont été placées en synonymie par Gruber en 1964.
Lacinius chelodentatus a été placée en synonymie par Martens en 1978.

## Publication originale
- C. L. Koch, 1847 : Die Arachniden getreu nach der Natur abgebildet und beschrieben. J.L. Lotzbeck, Nürnberg, vol. 15, p. 1-136 (texte intégral).